# Sloopkamer
Een sloopkamer of woedekamer, ook wel aangeduid met de Engelse termen rage room, smash room of anger room, is een kamer waar men tegen betaling allerlei goederen kan vernielen. Men kan hierbij gebruikmaken van hulpmiddelen zoals een voorhamer, honkbalknuppel of bijl. De te slopen voorwerpen kunnen variëren van glazen flessen en servies tot meubilair en elektrische toestellen.
De sloopkamer zou in 2008 in Japan ontstaan zijn. Daarna waaide het concept over naar andere landen. De eerste sloopkamer in Nederland opende in 2016 in Rotterdam; de eerste in België ging in 2018 open in Brugge.